# Евсюков, Михаил Семёнович
Михаил Семёнович Евсюков (16 или 17 сентября 1897 в дер. Новосанкова, Вязовская волость, Грайворонский уезд, Курская губерния — август 1941 в районе Невеля, Псковская область) — советский военачальник, участник Первой мировой, Гражданской и Великой Отечественной войн, полковник (1939).

## Биография
Родился 16 сентября, по некоторым данным 17 сентября 1897 года в деревне Новосанкова. По национальности — русский.
Военное образование: учебная команда 124-го пехотного запасного полка в Екатеринбурге (1917), Объединённая Киевская школа командиров им. С. С. Каменева (1927), Военная академия РККА им. М. В. Фрунзе (1933).
Во время Первой мировой войны 15 мая 1916 года призван на военную службу и направлен в 124-й пехотный запасной полк в Екатеринбурге, окончил там учебную команду и в мае 1917 года направлен на Румынский фронт, где воевал в составе 9-го Сибирского стрелкового полка 3-й Сибирской стрелковой дивизии, дослужился до старшего унтер-офицера. После Октябрьской революции 1917 года при выходе с румынской территории полк был разоружён румынами и пленён, вернулся из плена в марте 1918 года.
Во время немецкой оккупации юга России 24 марта 1918 года ушёл в партизанский отряд, действовавший в районах Льгов, Суджа, Белгород и Сумы, в феврале 1919 года по болезни убыл на родину.
20 апреля 1919 года призван в РККА и направлен на Восточный фронт, затем воевал на Южном фронте, в августе 1919 года контужен. В октябре 1919 года назначен командиром роты 1-го стрелкового полка Козловского УРа, в конце декабря заболел тифом, после выздоровления в мае 1920 года направлен командиром роты в 12-й запасной батальон в Екатеринослав. В июле—августе 1920 года батальон был передислоцирован в Лубны, где развёрнут в 53-й запасной полк, а М. С. Евсюков назначен командиром батальона. С прибытием в Лубны 56-го стрелкового полка 7-й стрелковой дивизии переведён в него командиром роты. Участвовал в борьбе с антибольшевистскими отрядами на Полтавщине. После войны продолжал служить в 7-й стрелковой дивизии командиром роты 19-го и 21-го стрелковых полков.
С октября 1925 по август 1927 года учился в Объединённой Киевской школе командиров им. С. С. Каменева, затем командовал ротой и полковой школой в 44-м стрелковом полку 15-й Сивашской стрелковой дивизии. В марте 1929 года держал экзамен в Военную академию РККА им. М. В. Фрунзе, но принят не был, вернулся в свой 21-й стрелковый полк 7-й Черниговской стрелковой дивизии командиром роты.
В марте 1930 года выдержал вступительный экзамен в академию, 30 апреля 1933 года окончил её по 1-му разряду и в июне назначен помощником начальника 1-го отделения штаба 65-й стрелковой дивизии Приволжского военного округа. С февраля 1935 года временно исполнял должность помощника начальника 1-го отдела штаба 13-го стрелкового корпуса, 5 июня 1935 года назначен помощником начальника 2-го отдела штаба Уральского военного округа, с августа 1939 года — начальник 1-го отделения 2-го отдела, с февраля 1940 года — начальник 2-го отдела.
В мае 1940 года назначен заместителем командира 98-й стрелковой дивизии.

### В годыВеликой Отечественной войны
15 июня 1941 года 98-я стрелковая дивизия, входившая в состав 51-го стрелкового корпуса 22-й армии, начала передислокацию в Западный особый военный округ в район Полоцка. 23 июня 1941 года основные силы дивизии разгрузились на ст. Дретунь и, совершив марш 85-120 км, заняли оборону по реке Западная Двина от Дисны до Дриссы.
6 июля 1941 года немецкие части форсировали Западную Двину и захватили плацдарм в районе города Дисна (западнее Полоцка), после чего командир дивизии генерал-майор М. Ф. Гаврилов, не сумевший сбросить противника с плацдарма, был отстранён от должности, временно исполняющим должность комдива был назначен полковник М. С. Евсюков.
В результате нового наступления противника и прорыва немецкого 57-го мотокорпуса в направлении Невель и Великих Лук в середине июля 1941 года 98-я дивизия оказалась в окружении.
В боевой характеристике на М. С. Евсюкова командующий 22-й армией генерал-лейтенант Ф. А. Ершаков отмечал:

«Полковник Евсюков в командование вступил в момент отхода частей дивизии с рубежа Западной Двины, сдачи Борковичей и отхода частей дивизии за реку Дрисса. Благодаря принятым решительным мерам по приведению в порядок отходящих частей, организации их на выполнение поставленных задач, полковник Евсюков добился положительного успеха на всем своем участке фронта. Несмотря на большое превосходство сил противника, Борковичи были отбиты от противника и крепко удерживались вплоть до получения приказа от командования об отходе, при этом противнику нанёс большие потери. В боевой подготовке ведёт себя спокойно. Действует энергично, обладает инициативой, решительностью, смелый командир. Всесторонне развитый, тактически грамотный, способный быстро и правильно оценивать обстановку и реагирует на неё… Дивизия вместе с 51 ск находится в окружении. Несмотря на исключительно тяжёлое положение, прорвавшиеся части дивизии сохранили при себе полностью материальную часть (155-гаубичный артиллерийский полк вышел из окружения, потеряв только два орудия). В настоящее время полковник Евсюков с оставшимися ещё частями находится в окружении. Сведений о месте нахождения его не имеется».
После попадания 98-й стрелковой дивизии в окружение западнее Невеля, её остатки мелкими группами в течение 20—25 июля пробивались из окружения через Ленинградское шоссе (на участке Невель—Пустошка), среди вышедших полковник М. С. Евсюков не значился. Приказом ГУК НКО от 19.9.1942 г. М. С. Евсюков исключён из кадров Красной армии, как пропавший без вести (на сайте Память народа указана дата выбытия __.08.1941 года).

## Награды
- медаль «ХХ лет РККА»